# Spadentalina tubiformis
Spadentalina tubiformis är en blötdjursart som först beskrevs av Charles Hercules Boissevain 1906.  Spadentalina tubiformis ingår i släktet Spadentalina och familjen Entalinidae. Inga underarter finns listade i Catalogue of Life.